# Барањ
Барањ (блр. Барань; рус. Барань) град је у северозападном делу Републике Белорусије. Административно припада Оршанском рејону Витепске области.
Према процени из 2012. у граду је живело 11.477 становника.

## Порекло имена
Према једној од легенди, у пред-хришћанском периоду на месту данашњег насеља на обали реке постојао је пагански олтар на којем су се приносиле жртве древним божанствима. Жртвовале су се углавном овце (рус. баран — овца) па отуда и назив града.
Према другој легенди, када је литвански књаз Радзивил пролазио тим подручјем по први пут, сусрео се са једним пастиром који је имао јако велико стадо оваца, па отуда име насеља.

## Географија
Град Барањ се налази на око десетак километара југозападно од града Орше, на обалама реке Адров (десне притоке Дњепра). Лежи у мањој котлини окруженој редом благо издигнутих брежуљака, на надморским висинама између 170 и 190 метара.

## Историја
Први писани подаци о насељу потичу из 1518. и односе се на пренос надлежности над тим простором књазу Острожском (насеље касније познато под именом Стари Барањ — Старая Барань). Недалеко од села Стари Барањ књаз Криштоф Радзивил је 1598. основао ново насеље под именом Барањ који је одмах добио и неке трговачке повластице.
Насеље Барањ 1972. добија административни статус града у тадашњној ССР Белорусији.

## Становништво
Према процени, у граду је 2012. живело 11.477 становника.
| 1979. | 1989.  | 1999.  | 2009.  | 2012.  |
| ----- | ------ | ------ | ------ | ------ |
| 9.866 | 13.556 | 13.556 | 11.662 | 11.477 |